# Fondation Orpheon
Le label Orpheon, est un organisme regroupant un orchestre baroque, un consort de violes de gambe, une fondation et un nouveau concept de musée vivant d'instruments de musique.
Il a été créé par José Vázquez, professeur de viole de gambe à l'université de musique de Vienne (Autriche).
La collection Orpheon regroupe actuellement plus de 120 instruments de musique datant du XVIe au XVIIIe siècle. Ces instruments ont tous été remis en état de jeu et sont joués par l’Orpheon consort, l’Orpheon baroque orchestra ou par des musiciens qui bénéficient d'un prêt à vie. La collection est présentée lors d'expositions temporaires qui ont lieu dans le monde entier.
Le château de Duino à Trieste accueille parmi sa collection permanente de nombreux instruments de musique de la Fondation Orphéon ainsi que des concerts et diverses manifestations culturelles.